# Slovensko na Hopmanově poháru
Slovensko na Hopmanově poháru startovalo celkově osmkrát, poprvé v jeho desátém ročníku roku 1998. Slovensko navazuje na účast Československa v prvních čtyřech ročnících soutěže mezi lety 1989 až 1992, kdy slovenští hráči reprezentovali předchozí státní útvar.
Nejlepším výsledkem jsou tři vítězství, první z roku 1998, o které se zasloužila dvojice Karina Habšudová a Karol Kučera, druhé z roku 2005, kdy členy vítězného týmu byli Daniela Hantuchová a Dominik Hrbatý a třetí z roku 2009 ve složení Dominika Cibulková a Dominik Hrbatý.

## Tenisté
Tabulka uvádí seznam slovenských tenistů, kteří reprezentovali stát na Hopmanově poháru.
| Jméno              | Celkem V/P | Dvouhra V/P | Čtyřhra V/P | Poprvé | Počet startů |
| Dominika Cibulková | 6–0        | 4–0         | 2–0         | 2009   | 1            |
| Karina Habšudová   | 10–12      | 5–6         | 5–6         | 1998   | 3            |
| Daniela Hantuchová | 8–11       | 5–6         | 3–5         | 2001   | 3            |
| Dominik Hrbatý     | 13–10      | 8–5         | 5–5         | 2001   | 4            |
| Karol Kučera       | 13–13      | 8–6         | 5–7         | 1998   | 4            |
| Henrieta Nagyová   | 0–3        | 0–2         | 0–1         | 2000   | 1            |

- V/P – výhry/prohry

## Výsledky
| Rok    | Fáze soutěže             | Místo konání         | Soupeř        | Výsledek | Stav   |
| ------ | ------------------------ | -------------------- | ------------- | -------- | ------ |
| 1998   | baráž o základní skupinu | Burswood Dome, Perth | Rumunsko      | 2–1      | výhra  |
| 1998   | základní skupina         | Burswood Dome, Perth | Španělsko     | 1–2      | prohra |
| 1998   | základní skupina         | Burswood Dome, Perth | Švédsko       | 3–0      | výhra  |
| 1998   | základní skupina         | Burswood Dome, Perth | Austrálie     | 2–1      | výhra  |
| 1998   | finále                   | Burswood Dome, Perth | Francie       | 2–1      | výhra  |
| 1999   | základní skupina         | Burswood Dome, Perth | Švýcarsko     | 2–1      | výhra  |
| 1999   | základní skupina         | Burswood Dome, Perth | Švédsko       | 1–2      | prohra |
| 1999   | základní skupina         | Burswood Dome, Perth | Spojené státy | 0–3      | prohra |
| 20001) | základní skupina         | Burswood Dome, Perth | Rakousko      | 2–1      | prohra |
| 20001) | základní skupina         | Burswood Dome, Perth | Thajsko       | 1–2      | prohra |
| 2001   | základní skupina         | Burswood Dome, Perth | Spojené státy | 2–1      | prohra |
| 2001   | základní skupina         | Burswood Dome, Perth | Belgie        | 2–1      | výhra  |
| 2001   | základní skupina         | Burswood Dome, Perth | Rusko         | 1–2      |        |
| 2003   | základní skupina         | Burswood Dome, Perth | Česko         | 1–2      | prohra |
| 2003   | základní skupina         | Burswood Dome, Perth | Austrálie     | 0–3      | prohra |
| 2003   | základní skupina         | Burswood Dome, Perth | Itálie        | 3–0      | výhra  |
| 20042) | základní skupina         | Burswood Dome, Perth | Belgie        | 0–3      | prohra |
| 20042) | základní skupina         | Burswood Dome, Perth | Maďarsko      | 2–1      | výhra  |
| 20042) | základní skupina         | Burswood Dome, Perth | Austrálie     | 2–1      | výhra  |
| 20042) | finále                   | Burswood Dome, Perth | Spojené státy | 1–2      | prohra |
| 20053) | základní skupina         | Burswood Dome, Perth | Austrálie     | 1–2      | prohra |
| 20053) | základní skupina         | Burswood Dome, Perth | Spojené státy | 2–1      | výhra  |
| 20053) | základní skupina         | Burswood Dome, Perth | Nizozemsko    | 3–0      | výhra  |
| 20053) | finále                   | Burswood Dome, Perth | Argentina     | 3–0      | výhra  |
| 20094) | základní skupina         | Burswood Dome, Perth | Spojené státy | 3–0      | výhra  |
| 20094) | základní skupina         | Burswood Dome, Perth | Austrálie     | 2–1      | výhra  |
| 20094) | základní skupina         | Burswood Dome, Perth | Německo       | 3–0      | výhra  |
| 20094) | finále                   | Burswood Dome, Perth | Rusko         | 3–0      | výhra  |

- 1) Henrieta Nagyová pro zranění skrečovala v zápase s Thajskem dvouhru a nenastoupila ani do smíšené čtyřhry. Díky tomu Slovensko nemohlo odehrát finále proti Austrálii.[3]
- 2) V posledním zápase základní skupiny musela Alicia Moliková skrečovat dvouhru v druhém setu a Austrálie nenastoupila do smíšené čtyřhry. Díky tomu nahradilo Slovensko vítěze skupiny B Austrálii ve finále proti Spojeným státům.[4][5]
- 3) V zápase proti Nizozemsku skrečoval Peter Wessels dvouhru v prvním setu a nenastoupil ani do mixu.[6][7]
- 4) Němec Nicolas Kiefer byl nucen skrečovat dvouhru a nehrál ani smíšenou čtyřhru, oba body tak připadly Slovensku. Ve finále za rozhodnutého stavu 2:0 pro Slovensko nenastoupilo Rusko k závěrečnému mixu.[2]